# Soldatenberg
De Soldatenberg is een hellend vlak in de West-Vlaamse kustgemeente Oostende. Het verkreeg die naam nadat het Duitse leger er zijn intrek had genomen tijdens de Tweede Wereldoorlog.

## Tijdens de Tweede Wereldoorlog
Toen het Duitse leger zijn intrek nam in Oostende, organiseerde men allereerst een verdediging. Een hoog gelegen plaats was zeer interessant. Daarbij ontsnapte de Soldatenberg (dat toen nog geen specifieke benaming had gekregen) niet aan hun belangstelling. Men plaatste er onmiddellijk een aantal luchtafweerkanonnen, die omwald werden met een soort zeskantig metselwerk in baksteen en beton. Die muren zijn nadien nog lang blijven staan en vormden een ideale speelplaats voor de kinderen van die wijk.
Recht tegenover de Stenenstraat bevond zich, op het hellend vlak, een laag huis van het Duitse leger. Aan de Oostendenaars werd de toegang ontzegd. Enkele bewoners van de wijk bezaten in de buurt een stuk aardappelveld, dat ze toen beplantten. Het Duitse leger moest echter alles neerschieten wat van over zee kwam. Daarom werd erg laag gemikt. Wel werden de werknemers op het land verwittigd: telkens een Engels vliegtuig in zicht kwam, werden de Oostendenaars op de hoogte gebracht. Als dat gebeurde, moesten de hoveniers duiken. 
Zo is de naam Soldatenberg ontstaan: omdat de Duitsers deze ophoping, zoals zoveel in de stad, als hun eigendom begonnen te beschouwen. Ze woonden er, hadden er hun voorraad en beschermden van daaruit hun gebied. Het was hun berg geworden, Oostendenaars werd alle toegang geweigerd.

## Na de Tweede Wereldoorlog
Lange tijd nadat het Duitse leger huiswaarts was getrokken, werd het voetstuk waarop het kanon draaide als speelplaats gebruikt door kinderen.
In de jaren 1950, bij de aanleg van de autosnelweg, takelde de Soldatenberg langzaam af. Voor de opritten van de bruggen over de autosnelwegen (zoals aan Zandvoorde) was echter veel zand nodig. Heel wat zand werd aangevoerd van de Soldatenberg, dat op dat moment toch geen andere functie bekleedde.
De Soldatenberg bestaat nu nog steeds, maar niet meer in zijn oorspronkelijke vorm. Er is onder meer een school gevestigd, basisschool Vogelzang.